# خالد بن الوليد (مسلسل)
خالد بن الوليد، هو مسلسل تاريخي سوري يتحدث عن شخصية الصحابي والقائد الإسلامي خالد بن الوليد، وقد تم عمل جزئين منه، عرض الجزء الأول منه في شهر رمضان لعام 2006، وكان من بطولة باسم ياخور وإخراج محمد عزيزية وتأليف عبد الكريم ناصيف، والجزء الثاني الذي أنتج عام 2007 كان من بطولة سامر المصري وإخراج غسان عبد الله وتأليف عبد الكريم ناصيف بالاشتراك مع محمد الحسيان الذي قام بإنشاد مقدمته.

## الممثلون في الجزء الأول
البطولة 
- باسم ياخور في دور خالد بن الوليد.

 الممثلون الآخرون 
- سوزان نجم الدين في دور ليلى بنت المنهال.
- تيسير إدريس - خالد أمين - زيناتي قدسية - فهد العبد المحسن.
- روعة ياسين في دور ام سليمان.
- فيصل العميري - محمد آل رشي

من تونس
- فتحي الهداوي في دور مالك بن عوف.

من العراق
- باسم قهار في دور أبو عبيدة بن الجراح.
- عبد الكريم غميض
- علي صطوف
- احمد صلان
- غزوان الصفدي
- خالد القيش
- مروان أبو شاهين
- فاروق الجمعات
- ايهم الآغا.

ضيوف شرف
- عبد الرحمن آله رشي في دور أبو لهب.
- عبدالرحمن أبو القاسم في دور أبو الفضل العباس.
- سعد مينه في دور الحمزة بن عبد المطلب.
- ناصر وردياني في دور أبو جهل.
- صالح الحايك.

من الأردن
- نبيل المشيني في دور الوليد بن المغيرة.
- صبا مبارك في دور هند.
- أندريه سكاف في دور طليحة بن خويلد.
- جمال قبش في دور هرقل.

لأول مرة
- سامي بلال في دور وحشي.
- ميريام عطا الله في دور خزامى.
- يوسف المقبل
- علي عليان
- فائق عرقسوسي
- رامز الأسود
- رغد المخلوف
- عايدة يوسف
- جمال نصار
- أمية ملص
- سهيل الحداد
- فرزدق ديوب
- سليم شريقي
- بهاء البلخي
- زهير درويش
- علي القاسم
- رمزي شقير
- هشام كفارنه
- رباب مرهج
- رامز عطا الله
- نضال حمادي
- نوار بلبل
- علاء الزعبي
- مرشد ضرغام
- محمد مصطفى
- فواز سرور
- كميل أبو صعب
- لمى الشمندي
- إبراهيم عيسى
- ناصر مرقبي
- رائد مشرف
- دينا خانكان
- عليا عمرايا
- محمود صوان
- ربيع غميض
- وليد برماوي
- رجاء يوسف
- أحمد حداد
- منذر الفارس
- درغام مرقبي
- أحمد السيد
- تيسير العاتقي.

## الممثلون في الجزء الثاني
البطولة
- سامر المصري في دور خالد بن الوليد.

الممثلون الآخرون
- محمد مفتاح في دور القعقاع.
- بيير داغر في دور أبو عبيدة بن الجراح.
- خالد أمين
- خالد البريكي
- غزوان الصفدي
- فاروق الجمعات
- علي صطوف
- بلال عبدالله.
- عمرو القاضي.

إمبراطورية فارس
- زهير النوباني في دور كسرى.
- سلوم حداد في دور هرمز.
- منذر رياحنة في دور قارن.
- وفيق الزعيم في دور وزير كسرى.
- رياض وردياني في دور المرزبان.
- فادي صبيح
- علي القاسم.

إمبراطورية الروم
- جمال قبش في دور هرقل.
- ألان زغبي
- إياد أبو الشامات
- نوار بلبل
- رامز عطا الله
- رامز أسود
- يحيى بيازي.
- رضوان عقيلي في دور باهان.
- خالد القيش في دور وردان.

ضيوف الشرف
- خالد تاجا في دور عمرو بن عبد المسيح.
- منى واصف في دور كرامة.
- عبد الرحمن أبو القاسم في دور أبو الفضل العباس.
- تيسير إدريس في دور أبو سفيان.
- روعة ياسين في دور ام سليمان.
- فهد العبد المحسن في دور عكرمة.
- فيصل العميري في دور بلال الحبشي.
- أيمن رضا في دور الأندرزغر.
- باسم قهار في دور والد سلام.
- مازن عباس في دور سماعة.
- جمال نصار
- واصف الحلبي
- جمال شقير
- علاء قاسم
- هامي البكار
- معتصم النهار
- أسامة حلال
- مروان أبو شاهين
- عبدالرحمن قويدر
- مجد فضة
- طالب عزيزي
- جهاد عبيد
- كميل أبو صعب
- سعد الغفري
- وسيم الرحبي
- كناز سالم
- رمزي شقير
- إسماعيل مداح
- أسامة تيناوي
- عمار حاج أحمد
- معن دويعر
- فواز سرور
- رفيق سمعان
- سامر شقير
- طلال مارديني.
- لورا أبو أسعد في دور هند بنت عتبة.
- صفاء سلطان في دور خولة بنت الأزور.
- إيمان الجابر - لمى الشمندي.
- محمود نصر في دور يزيد بن أبي سفيان.
- محمود سعيد أداء صوت الراوي.